# Гальцов, Дмитрий Владимирович
Гальцов Дмитрий Владимирович (р. 17 июня 1942, Москва) — российский физик-теоретик, специалист в области гравитации, доктор физико-математических наук.

## Биография
Окончил физический факультет МГУ им. М. В. Ломоносова (1965). Член КПСС. Секретарь Партбюро кафедры теоретической физики Московского Университета. В 1969 году защитил кандидатскую диссертацию, в 1981 году — докторскую. Ученик А. А. Соколова. Профессор кафедры теоретической физики физического факультета МГУ (1993).
Вице-президент Российской гравитационной ассоциации. Почетный член Института физики Великобритании. Член специализированного совета при Госстандарте РФ. Член редколлегий международных журналов «Classical and Quantum Gravity» (Великобритания), «Gravitation and Cosmology» (Россия) и «Theoretical and Mathematical Physics» (Россия).  Лауреат научного конкурса, посвященного 70-летию физфака МГУ, а также ряда конкурсов МНФ и Московского правительства.
Был лектором школы " Квантовые частицы в интенсивных полях" (Кишинев, 1985)

## Публикации
Автор более 250 научных работ, в том числе трёх монографий:
- Д. В. Гальцов. Частицы и поля в окрестности черных дыр. — Монография. — М.: Изд-во Моск. ун-та, 1986. — 289 с.
- M. S. Volkov and D. V. Gal’tsov. Gravitating solitons and black holes with Yang-Mills fields. — Монографический обзор. — Phys. Reports, 1999. — Т. 319. — С. 1-89.
- Д. В. Гальцов. Теоретическая физика для студентов-математиков. — Учебное пособие. — М.: Изд-во Моск. ун-та, 2003. — 327 с.

## Ученики
- В. И. Петухов
- А. Матюхин
- Ю. Грац
- М. Морозов
- А. Тихоненко
- Е. Масар
- Е. Мелкумова
- А. Н. Алиев
- А. В. Тихоненко
- М. Волков
- А. Ершов
- Г. Померанцева
- О. Кечкин
- Е. Донец
- С. Шаракин
- В. Дядичев
- Е. Давыдов
- Д. Орлов
- П. Спирин
- M. Efendiyev
- Д. Алфёров[2]

## Награды
- Премия имени А. А. Фридмана (19 сентября 2023) за цикл работ «Новые направления в теории гравитации и космологии»[3]

## О нём
- Физический факультет. Исторический справочник / Л. В. Левшин. М.: МГУ, 2001